# مارهای مرجانی خاوری
مارهای مرجانی خاوری، مارهای مرجانی شرقی یا مارهای مرجانی آسیایی (نام علمی: Calliophis) نام یک سرده از تیره کفچه‌ماران است.